# 渡邉雄太
渡邉 雄太（わたなべ ゆうた、1994年12月1日 - ）は、静岡県富士市出身の競輪選手。日本競輪学校第105期生。日本競輪選手会静岡支部所属。師匠は同じく競輪選手で叔父の渡邉晴智（73期）。弟は直弥（113期）。

## 来歴
星陵高等学校時代の2012年、ぎふ清流国体の少年男子スプリント（岐阜競輪場）で優勝。当時の同級生に鈴木康平（123期）がいる。
競輪学校時代の在校競走成績は13位（14勝）。
2014年7月2日、函館競輪場でデビューし初勝利を挙げた。また、二日後の同年7月4日の同場において、デビュー場所完全優勝を達成。
2016年12月29日、GIIヤンググランプリ（立川競輪場） 優勝。
2019年、3月のGII第3回ウィナーズカップで決勝9着。5月の第73回日本選手権競輪で初めてGI決勝進出。